# Hartberg
Hartberg je mesto in občina s 6534 prebivalci (stanje 1. januarja 2016) v avstrijski zvezni deželi Štajerski na jugovzhodu Avstrije. Je upravno središče okraja Hartberg-Fürstenfeld v sodnem okraju Fürstenfeld.

## Geografija
Hartberg je na vzhodnem robu štajerskega gričevja Jogllandes na prehodu v vzhodno-štajersko gričevje, približno 40 km severovzhodno od deželnega glavnega mesta Gradca.
Vzhodni del mestnega območja prečka potok Hartenberger Safen. Njegovi pritoki odvajajo vodo. Najvišja vzpetina je Ringkogel (789 m) na severozahodu.
Na jugu je varstveno območje Natura 2000, Gmoos z mokrotnimi travniki.
Mestno območje sestavljajo (v oklepaju je število prebivalcev): Hartberg (4062) in vasi Eggendorf (659), Habersdorf (171), Ring (888), Safenau (747).

## Zgodovina
Območje okrog Hartberga je bilo naseljeno že v prazgodovini, o čemer priča neolitska naselbina na bližnjem Ringkoglu. Dokazi o naselju so tudi iz rimskih časov, kot je Villa Rustica; pod farno cerkvijo Hartberg so odkrili ostanke rimske stavbe iz drugega stoletja.
Med letoma 1125 in 1128 je mejni grof Leopold I. Steyr načrtoval in razširil Hartberg. Leta 1286 je bil kraj prvič omenjen kot mesto. Do leta 1529 je ostal v knežji posesti, nato pa je bil prodan takratnemu guvernerju Siegmundu von Dietrichsteinu.
Leta 1469 so mesto zasedli uporniki cesarskih plačancev pod vodstvom Andreasa Baumkircherja, nekaj let pozneje so ga spet razdejali, tokrat vojaki madžarskega kralja Matije Korvina. Leta 1532 so predmestje uničili turški vojaki. Leta 1605 so hajduki neuspešno oblegali Hartberg; tudi takrat so bila predmestja ponovno požgana.
Leta 1715 je požar v mestu uničil nekaj hiš.

## Zanimivosti
- Karner: poznoromanska kostnica s freskami iz 12. stoletja;
- župnijska  cerkev svetega Martina: poznogotska cerkev svetega Martina je bila prvič omenjena leta 1157, razširjena v baročnem slogu med letoma 1745 in 1760. Oltarna slika je delo Johanna Cyriaca Hackhoferja;
- Grad Hartberg: srednjeveški grad iz 12. stoletja. V 16. stoletju je bil predelan v renesančnem slogu, v 17. stoletju je bilo zgrajeno krilo z arkadami. V palačnem kompleksu je danes izdelovalec kozmetike RINGANA. Izjeme so gostinske dejavnosti v nekdanjih hlevih in viteška dvorana, ki je še vedno na razpolago za javne prireditve;
- obzidje: ostanki mestnega obzidja segajo v 12. do 13. stoletje. Danes se začne pri Reckturmu. Stolp je bil zgrajen v drugi polovici 13. stoletja. Nadaljuje se na terase mestnega parka do gradu proti severu, nato proti vzhodu do Franz-Schmidt-Gasse. Na vzhodu sta ohranjena Schölbingerturm in kratek preostali del mestnega obzidja. Pod mestno cerkvijo in Karnerjem je strm del cerkvene trdnjave, ki je vključena v ozek pas prvotnega mestnega obzidja. V 19. stoletju so porušili dvoje mestnih vrat; [3]
- kapucinska cerkev in samostan: kapucinski samostan so gradili od 1654 do 1658 in je bil končan s posvetitvijo. Po razlastitvi menihov v obdobju nacizma so zgradbo prilagodili domu za ostarele, ki je ostal do leta 1955. V delu tega samostana sta zdaj sedež podjetij ter izobraževalni in prireditveni center;
- stolp Ringwarte: zgrajen je bil leta 1906, je razgledni stolp na hribu Ringkogel.